# Alexandre Daminet

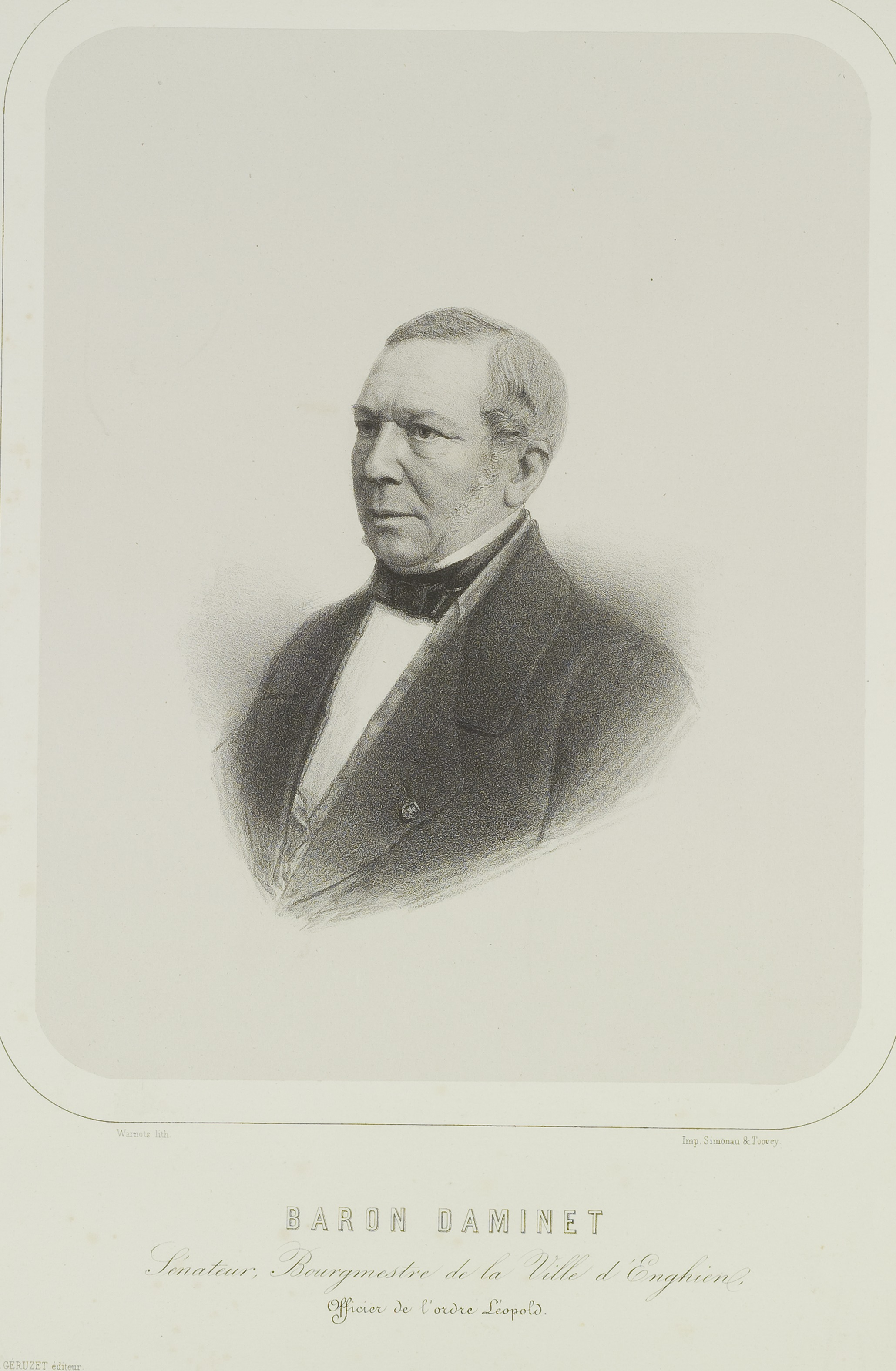
Alexandre Daminet

Alexandre Joseph Daminet (Edingen, 2 april 1787 - aldaar, 31 december 1856) was een Belgisch liberaal senator en burgemeester.

## Biografie
Alexandre Daminet was een zoon van koopman Jean Daminet en Marie De Schuytener. Hij trouwde met Hélène-Caroline Flaschoen (1788-1836). Ze kregen twee zoons en twee dochters. 
Hij was industrieel, actief als eigenaar van de Charbonnages Haine-Saint-Pierre Centre.
Daminet speelde een ook politieke rol. In Edingen werd hij gemeenteraadslid in 1826. Van 1836 tot aan zijn dood was hij er burgemeester. Van 1836 tot 1843 was hij provincieraadslid van Henegouwen. Vanaf dat jaar tot aan zijn dood was hij liberaal senator voor het arrondissement Zinnik.
In 1848 verkreeg hij opname in de Belgische erfelijke adel met de bij eerstgeboorte overdraagbare titel van baron. Zijn zoons besteedden eveneens tijd aan politiek.
- Adolphe Daminet (1811-1851) was uitbater van steenkoolmijnen en burgemeester van Seneffe. Hij werd nog vroeger dan zijn vader en zijn broer, namelijk in 1843, in de erfelijke adel opgenomen met de titel ridder, overdraagbaar bij eerstgeboorte. Hij trouwde in Écaussinnes-Lalaing in 1839 met Joséphine van der Burch (1809-1853), dochter van graaf Charles-Albert van der Burch, generaal en lid van de Eerste Kamer. Ze kregen drie dochters, met afstammelingen tot heden. Ze waren de schoonouders van graaf Albert de Briey en baron Gustave de Woelmont.
- Émile Daminet (1814-1871) volgde zijn vader op als burgemeester van Edingen en was eveneens uitbater van steenkoolmijnen. Hij bleef vrijgezel. Drie maanden voor zijn vader werd hij in de erfelijke adel opgenomen met de titel ridder, overdraagbaar bij eerstgeboorte.

De familie Daminet doofde uit in 1926 bij de dood van Valérie Daminet, weduwe van graaf Albert Fournier de Pellan.